# Iglesia de la Asunción de Nuestra Señora (Quinto)
La iglesia de la Asunción de Nuestra Señora de Quinto (provincia de Zaragoza, España) es una iglesia construida, sobre el solar del antiguo castillo de la localidad, entre los siglos XIV y XVIII en fases sucesivas. Su diseño se atribuye a Mahoma Rami, arquitecto de Benedicto XIII.
Tiene fábrica mudéjar de ladrillo, excepto en el zócalo de la torre, que es de piedra y probablemente pertenecería a la construcción anterior.
Consta de nave de cuatro tramos, cubierta con bóvedas de crucería, con capillas entre los contrafuertes y cabecera poligonal con pequeñas capillas radiales, correspondientes a una ampliación del siglo XVI, al igual que el recrecimiento de los muros por encima de las bóvedas en forma de galería de arquillos de medio punto doblados.
Por otro lado, los dos últimos tramos de la nave y sus capillas laterales son fruto de reformas llevadas a cabo en el siglo XVII, así como la simple fachada barroca coronada por un frontón triangular, mientras que la capilla de Santa Ana, abierta en el lado norte, fue construida en el siglo XVIII, formando un volumen bastante diferenciado del resto del conjunto debido a su cubrimiento con cúpula.
En el lado sur se levanta la citada torre de cuatro cuerpos, profusamente decorada con motivos típicos del arte mudéjar (esquinillas, lazos...). El cuarto cuerpo, ya del siglo XVI, está rematado por almenas y un chapitel.
La iluminación del interior se realiza a través de grandes ventanales apuntados y cerrados originalmente por tracerías góticas, hoy casi perdidas, y también a través de una tribuna que recorre los dos primeros tramos de la nave y parte del ábside.
El espacio interior es amplio y diáfano, debido a la gran altura y anchura de la nave gótica, y estaría, en origen, decorado con esgrafiados y agramilados sobre el enlucido.